# Liste der Museen im Landkreis Nienburg/Weser
Dies ist eine Liste der Museen im niedersächsischen Landkreis Nienburg/Weser.
| Institution                                                                                                | Ort                      | Bild |
| --- | ------------------------ | ---- |
| Heimatmuseum Ole Schüne                                                                                    | Drakenburg               |      |
| Druckereimuseum Hoya                                                                                       | Hoya                     |      |
| Heimatmuseum Grafschaft Hoya e. V.                                                                         | Hoya                     |      |
| Jüdisches Museum Hoya                                                                                      | Hoya                     |      |
| Niedersächsisches Institut für Sportgeschichte Hoya e. V. (1981–2010)                                      | Hoya                     |      |
| Heimathaus Witten Hus                                                                                      | Liebenau (Niedersachsen) |      |
| Museum Nienburg                                                                                            | Nienburg/Weser           |      |
| Niedersächsisches Spargelmuseum                                                                            | Nienburg/Weser           |      |
| Polizeimuseum Niedersachsen                                                                                | Nienburg/Weser           |      |
| Museum Kurleben der Romantik und der Blaue Salon im Neuen Badehaus der Historischen Kuranlagen Bad Rehburg | Rehburg-Loccum           |      |
| Dinosaurier-Freilichtmuseum Münchehagen („Dino-Park“)                                                      | Rehburg-Loccum           |      |
| Heimatmuseum Rodewald                                                                                      | Rodewald                 |      |
| Wassermühle Steyerberg                                                                                     | Steyerberg               |      |
| Heimatmuseum Stolzenau                                                                                     | Stolzenau                |      |
| Puppenmuseum Stolzenau                                                                                     | Stolzenau                |      |
| Heimatstube Wietzen                                                                                        | Wietzen                  |      |